# 유메마트

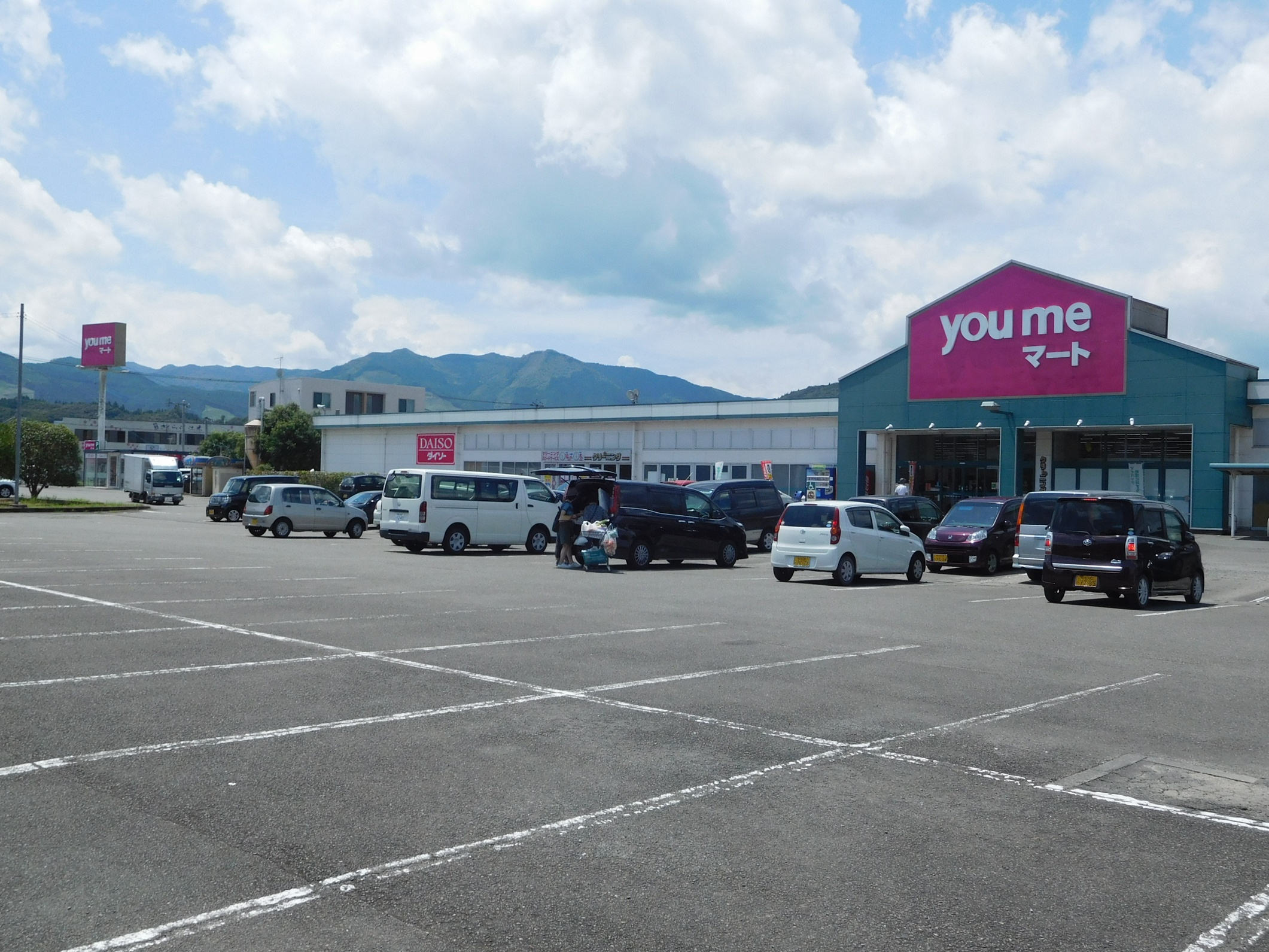
히토요시에 있는 유메마트

주식회사 유메마트(일본어:ゆめマート)는 일본의 슈퍼마켓 체인점이며, 구마모토시에 본사가 있다. 일본어로는 꿈(夢)마트이나, 실제 이름으로는 you me mart이다.

## 같이 보기
- 일본의 슈퍼마켓